# La Loire à Vélo
La Loire à Vélo est la portion de l'EuroVelo 6 située dans les départements français du Cher, du Loiret, de Loir-et-Cher, d'Indre-et-Loire, de Maine-et-Loire et de la Loire-Atlantique.
Cet itinéraire destiné aux piétons et bicyclettes suit au plus près de la Loire dont le val est partiellement inscrit au patrimoine mondial de l'Organisation des Nations unies pour l'éducation, la science et la culture.

## Description

Le parcours de l'EuroVelo 6.

Sur la totalité de l'itinéraire, le projet prévoit deux tiers des axes directement en bord de Loire, 27 % en voie verte cyclable, 24 % en partage de route sans transit, 37 % sur des routes à faible circulation (à savoir moins de cinq cents véhicules par jour) et 12 % de pistes ou bandes cyclables.
En 2009, 600 km de voies sont aménagées. En complément, 11 boucles cyclables permettent de desservir les principaux châteaux de la Loire. Cette réalisation s'inscrit dans le projet d'Eurovéloroute entre la façade Atlantique et la mer Noire de 3 650 km.
Dans le val de Loire, les cyclistes peuvent visiter les châteaux de la Loire et des caves de vignerons.

## Histoire
Les collectivités locales, l'État et notamment les régions Pays de la Loire et Centre préparent la création d'un nouveau parc naturel régional dont les missions sont discutées au sein de l'association de préfiguration du PNR Loire-Anjou-Touraine à l'abbaye de Seuilly. Les discussions techniques internes constatent la pratique du cyclotourisme à encourager en 1994.
La coopération entre les régions Pays de la Loire et Centre visant à la mise en œuvre d'un itinéraire cyclable le long de la Loire débute en 1995.
Le département du Cher se lance officiellement dans le projet le 30 août 2004.
Un premier tronçon allant de Belleville-sur-Loire à Couargues est inauguré en 2008 dans le Cher puis un deuxième le 5 juillet 2010 entre Couargues et Marseilles-lès-Aubigny.
Le tronçon empruntant la levée de la Loire et reliant les communes de Sandillon et Châteauneuf-sur-Loire a été inauguré le 17 septembre 2010.
Les travaux permettant d'ouvrir les derniers tronçons de l'itinéraire devaient s'achever à la fin de l'année 2011. En 2022, la véloroute est la plus fréquentée d'Europe avec 1,2 million de voyageurs.
Des petits travaux d'amélioration sont réalisés régulièrement dans certaines communes.

## Géographie
Le parcours de l’EuroVelo 6 appelé aussi « Eurovéloroute des fleuves » reliant Saint-Nazaire à Constanța en Roumanie se confond avec celui de « La Loire à Vélo » dans l'ouest de la France.
En amont de Cuffy à proximité de Nevers, la région Bourgogne coordonne les aménagements cyclables le long de la Loire jusqu'à Digoin où l'Eurovéloroute des fleuves quitte la Loire pour suivre le canal du Centre.

### Itinéraire

#### Région Centre-Val de Loire

##### Cher
Environ 50 km de l'itinéraire traversent le département.
En juin 2004, le département accepte la maîtrise d'ouvrage du projet financé à 80 % par la région et 20 % par le département.
|                     | Commune                 | Coordonnées                 | Patrimoine                       |                                  |
| Rive gauche         |                         |                             |                                  |                                  |
|                     | Cuffy                   | 46° 57′ 43″ N, 3° 03′ 11″ E |                                  |                                  |
| x km                |                         |                             |                                  |                                  |
|                     | Cours-les-Barres        | 47° 01′ 34″ N, 3° 01′ 55″ E |                                  |                                  |
| x km                |                         |                             |                                  |                                  |
|                     | Jouet-sur-l'Aubois      | 47° 02′ 46″ N, 2° 59′ 20″ E |                                  |                                  |
| x km                |                         |                             |                                  |                                  |
|                     | Marseilles-lès-Aubigny  | 47° 04′ 05″ N, 3° 00′ 50″ E |                                  |                                  |
| x km                |                         |                             |                                  |                                  |
|                     | Beffes                  | 47° 05′ 38″ N, 3° 00′ 29″ E |                                  |                                  |
| x km                |                         |                             |                                  |                                  |
|                     | Saint-Léger-le-Petit    | 47° 07′ 23″ N, 3° 00′ 18″ E |                                  |                                  |
| x km                |                         |                             |                                  |                                  |
| gare                | La Chapelle-Montlinard  | 47° 10′ 19″ N, 2° 59′ 20″ E | pont                             |                                  |
| x km                |                         |                             |                                  |                                  |
|                     | Herry                   | 47° 13′ 01″ N, 2° 57′ 14″ E |                                  |                                  |
| x km                |                         |                             |                                  |                                  |
|                     | Couargues               | 47° 16′ 41″ N, 2° 55′ 44″ E | pont                             |                                  |
| x km                |                         |                             |                                  |                                  |
|                     | Thauvenay               | 47° 18′ 18″ N, 2° 52′ 08″ E |                                  |                                  |
| x km                |                         |                             |                                  |                                  |
|                     | Ménétréol-sous-Sancerre | 47° 19′ 05″ N, 2° 51′ 22″ E |                                  |                                  |
| x km                |                         |                             |                                  |                                  |
| Chef-lieu de canton | Sancerre                | 47° 19′ 55″ N, 2° 50′ 24″ E |                                  | Chavignol                        |
| x km                |                         |                             |                                  |                                  |
|                     | Saint-Satur             | 47° 20′ 31″ N, 2° 51′ 14″ E |                                  | Saint-Satur                      |
| x km                |                         |                             |                                  |                                  |
|                     | Bannay                  | 47° 23′ 13″ N, 2° 52′ 52″ E | Viaduc de Port-Aubry             | Viaduc de Port-Aubry             |
| x km                |                         |                             |                                  |                                  |
|                     | Boulleret               | 47° 25′ 30″ N, 2° 52′ 23″ E |                                  | Château de Buranlure             |
| x km                |                         |                             |                                  |                                  |
| Chef-lieu de canton | Léré                    | 47° 28′ 16″ N, 2° 52′ 26″ E |                                  |                                  |
| x km                |                         |                             |                                  |                                  |
|                     | Sury-près-Léré          | 47° 28′ 59″ N, 2° 52′ 05″ E |                                  |                                  |
| x km                |                         |                             |                                  |                                  |
|                     | Belleville-sur-Loire    | 47° 30′ 22″ N, 2° 51′ 04″ E | Centrale nucléaire de Belleville | Centrale nucléaire de Belleville |
| x km                |                         |                             |                                  |                                  |

##### Loiret

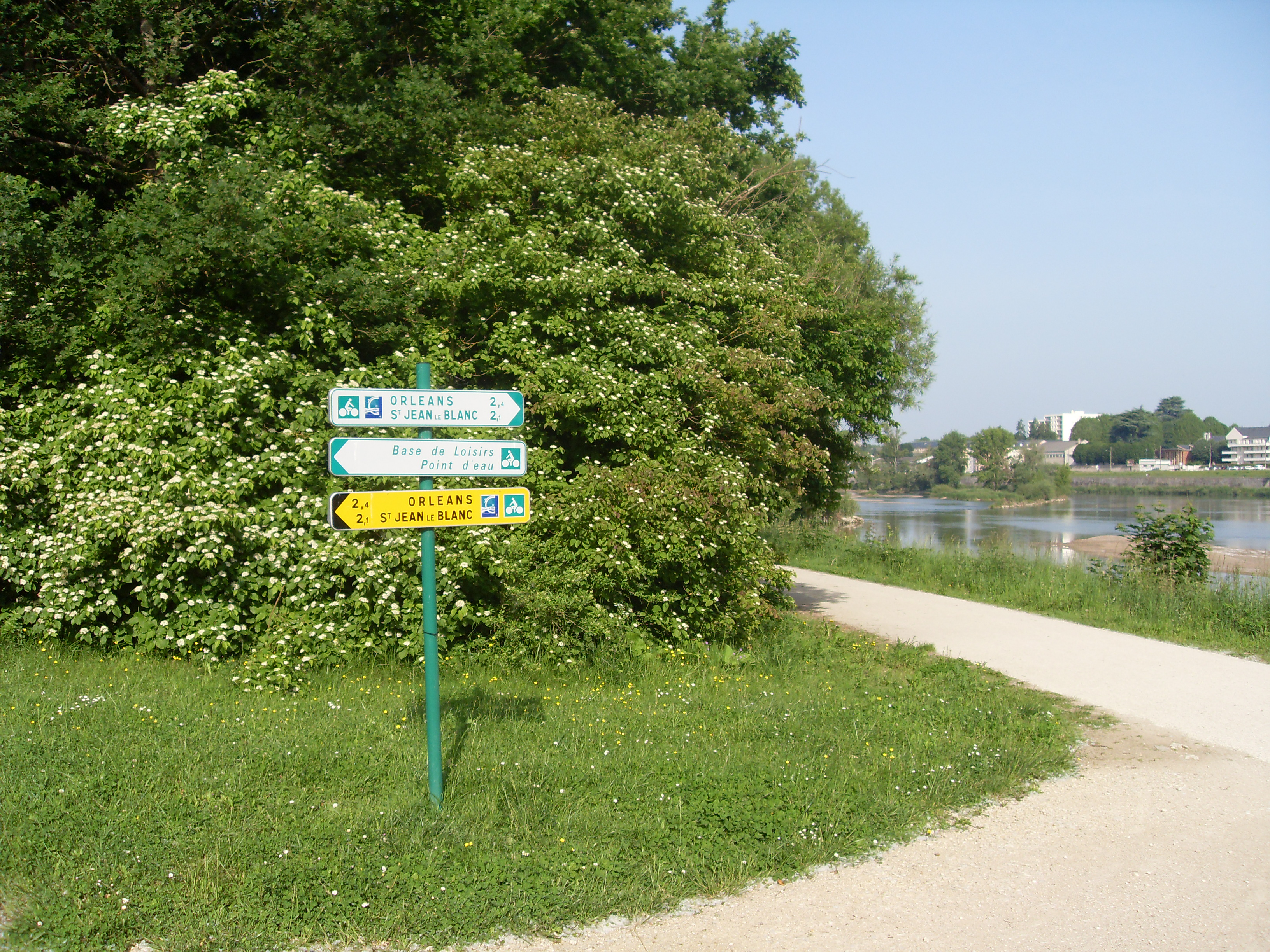
Panneau indiquant le parcours, base de loisirs de l'Île Charlemagne, Orléans.

Environ 150 km de l'itinéraire traversent le département.
Deux tronçons d'une longueur totale de 135 km sont à la charge du département depuis 2001, le premier entre Beaulieu-sur-Loire et Sandillon, le second entre Mareau-aux-Prés et Tavers. Un troisième tronçon de 22 km est pris en charge par Orléans Métropole. En complément de l'itinéraire principal, 18 km d'itinéraire de liaison seront réalisés. Les études techniques se sont déroulées entre 2003 et 2009, la réalisation des travaux en 2010 et 2011. Les sept millions d’euros de travaux hors taxes nécessaires à la mise en place de l'itinéraire dans le Loiret sont financés à 40 % par le département et à 60 % par la région Centre,,.
|                     | Commune                    | Coordonnées                 | Patrimoine |                                                     |
| Rive gauche         |                            |                             | |                                                     |
|                     | Beaulieu-sur-Loire         | 47° 32′ 35″ N, 2° 49′ 05″ E | | Le vignoble                                         |
| x km                |                            |                             | |                                                     |
| Rive droite         |                            |                             | |                                                     |
|                     | Bonny-sur-Loire            | 47° 33′ 40″ N, 2° 50′ 28″ E | pont suspendu église Saint-Aignan | Le pont suspendu                                    |
| x km                |                            |                             | |                                                     |
|                     | Ousson-sur-Loire           | 47° 35′ 20″ N, 2° 47′ 13″ E | | La Loire à Ousson                                   |
| x km                |                            |                             | |                                                     |
| Chef-lieu de canton | Briare                     | 47° 38′ 17″ N, 2° 44′ 24″ E | canaux de Briare et latéral à la Loire, le pont-canal musées de la mosaïque et des émaux, des deux marines et du pont-canal église Saint-Étienne, château de Trousse-Barrière aérodrome de Briare - Châtillon Label : Ville fleurie | La Loire à Briare                                   |
| x km                |                            |                             | |                                                     |
| Rive gauche         |                            |                             | |                                                     |
|                     | Saint-Firmin-sur-Loire     | 47° 37′ 36″ N, 2° 43′ 59″ E | le pont-canal | Le pont-canal                                       |
| x km                |                            |                             | |                                                     |
|                     | Saint-Brisson-sur-Loire    | 47° 38′ 53″ N, 2° 41′ 02″ E | château | Le château                                          |
| x km                |                            |                             | |                                                     |
|                     | Saint-Martin-sur-Ocre      | 47° 39′ 36″ N, 2° 39′ 32″ E | | L'église                                            |
| x km                |                            |                             | |                                                     |
| Gare                | Gien                       | 47° 40′ 44″ N, 2° 36′ 00″ E | faïencerie vignoble château, vieux pont, viaduc musée de la chasse Labels : ville fleurie, route Jacques-Cœur | Le château de Gien hébergeant le musée de la chasse |
| x km                |                            |                             | |                                                     |
|                     | Poilly-lez-Gien            | 47° 40′ 44″ N, 2° 36′ 00″ E | Label : route Jacques-Cœur | L'église Saint-Pierre                               |
| x km                |                            |                             | |                                                     |
|                     | Saint-Gondon               | 47° 42′ 00″ N, 2° 32′ 31″ E | |                                                     |
| x km                |                            |                             | |                                                     |
|                     | Saint-Florent              | 47° 40′ 59″ N, 2° 28′ 59″ E | |                                                     |
| x km                |                            |                             | |                                                     |
|                     | Lion-en-Sullias            | 47° 43′ 37″ N, 2° 29′ 24″ E | | La mairie                                           |
| x km                |                            |                             | |                                                     |
|                     | Saint-Aignan-le-Jaillard   | 47° 44′ 35″ N, 2° 26′ 24″ E | |                                                     |
| x km                |                            |                             | |                                                     |
| Chef-lieu de canton | Sully-sur-Loire            | 47° 45′ 54″ N, 2° 22′ 34″ E | château, pont festival de Sully et du Loiret Labels : Unesco, ville fleurie | Le château                                          |
| x km                |                            |                             | |                                                     |
| Rive droite         |                            |                             | |                                                     |
|                     | Saint-Père-sur-Loire       | 47° 48′ 25″ N, 2° 22′ 16″ E | pont Label : Unesco | Le viaduc ferroviaire                               |
| x km                |                            |                             | |                                                     |
|                     | Saint-Benoit-sur-Loire     | 47° 48′ 36″ N, 2° 18′ 25″ E | abbaye Label : Unesco | L'abbaye                                            |
| x km                |                            |                             | |                                                     |
|                     | Germigny-des-Prés          | 47° 50′ 46″ N, 2° 18′ 00″ E | oratoire Label : Unesco | L'oratoire carolingien                              |
| x km                |                            |                             | |                                                     |
| Chef-lieu de canton | Châteauneuf-sur-Loire      | 47° 51′ 58″ N, 2° 13′ 23″ E | musée de la marine de Loire pont suspendu église Saint-Martial Label : Unesco, ville fleurie | La Loire à Châteauneuf                              |
| x km                |                            |                             | |                                                     |
| Rive gauche         |                            |                             | |                                                     |
|                     | Sigloy                     | 47° 50′ 02″ N, 2° 13′ 37″ E | Label : Unesco |                                                     |
| x km                |                            |                             | |                                                     |
|                     | Ouvrouer-les-Champs        | 47° 49′ 59″ N, 2° 10′ 44″ E | Marmagne Label : Unesco |                                                     |
| x km                |                            |                             | |                                                     |
| Chef-lieu de canton | Jargeau                    | 47° 52′ 01″ N, 2° 07′ 19″ E | Maison de Loire église Saint-Étienne pont, hôtel de ville carnaval, foire aux châts, andouille Label : Unesco |                                                     |
| x km                |                            |                             | |                                                     |
|                     | Sandillon                  | 47° 50′ 46″ N, 2° 01′ 59″ E | île aux Oiseaux Label : Unesco | La Loire à Sandillon                                |
| x km                |                            |                             | |                                                     |
| TAO                 | Saint-Denis-en-Val         | 47° 52′ 41″ N, 1° 57′ 40″ E | château de l'Isle Label : Unesco | Le château de l'Isle                                |
| x km                |                            |                             | |                                                     |
| TAO                 | Saint-Jean-le-Blanc        | 47° 53′ 35″ N, 1° 55′ 05″ E | Label : Unesco | L'île Charlemagne                                   |
| x km                |                            |                             | |                                                     |
| Rive droite         |                            |                             | |                                                     |
| TAO Gare            | Orléans                    | 47° 54′ 07″ N, 1° 54′ 32″ E | monuments historiques Labels : Unesco, Villes et pays d'art et d'histoire | place du Martroi                                    |
| x km                |                            |                             | |                                                     |
| Rive gauche         |                            |                             | |                                                     |
|                     | Saint-Pryvé-Saint-Mesmin   | 47° 52′ 55″ N, 1° 52′ 08″ E | Label : Unesco | confluence Loiret-Loire                             |
| x km                |                            |                             | |                                                     |
|                     | Saint-Hilaire-Saint-Mesmin | 47° 51′ 58″ N, 1° 50′ 10″ E | Label : Unesco |                                                     |
| x km                |                            |                             | |                                                     |
|                     | Mareau-aux-Prés            | 47° 50′ 53″ N, 1° 48′ 00″ E | vignoble Label : Unesco | Cave coopérative                                    |
| x km                |                            |                             | |                                                     |
| Rive droite         |                            |                             | |                                                     |
| Gare                | Meung-sur-Loire            | 47° 49′ 44″ N, 1° 41′ 56″ E | pont collégiale Label : Unesco | Le château                                          |
| x km                |                            |                             | |                                                     |
| Gare                | Baule                      | 47° 48′ 43″ N, 1° 40′ 19″ E | Label : Unesco | L'église                                            |
| x km                |                            |                             | |                                                     |
| Gare                | Beaugency                  | 47° 46′ 44″ N, 1° 37′ 55″ E | église Saint-Étienne pont, viaduc Labels : Unesco, Les Plus Beaux Détours de France, ville fleurie | Donjon du château de Beaugency                      |
| x km                |                            |                             | |                                                     |
|                     | Tavers                     | 47° 45′ 32″ N, 1° 36′ 47″ E | Labels : Unesco, ville fleurie | Le lavoir sur le Lien                               |
| x km                |                            |                             | |                                                     |

##### Loir-et-Cher
Environ 70 km de l'itinéraire traversent le département.
|                     | Commune             | Coordonnées                 | Patrimoine                                                          |                                               |
| Rive droite         |                     |                             |                                                                     |                                               |
|                     | Lestiou             | 47° 44′ 06″ N, 1° 35′ 17″ E |                                                                     |                                               |
| x km                |                     |                             |                                                                     |                                               |
|                     | Avaray              | 47° 43′ 23″ N, 1° 33′ 54″ E |                                                                     |                                               |
| x km                |                     |                             |                                                                     |                                               |
|                     | Courbouzon          | 47° 42′ 54″ N, 1° 32′ 38″ E |                                                                     |                                               |
| x km                |                     |                             |                                                                     |                                               |
| Rive gauche         |                     |                             |                                                                     |                                               |
|                     | Muides-sur-Loire    | 47° 40′ 12″ N, 1° 31′ 41″ E | château de Colliers, château des Marais, château de la Cressonnière |                                               |
| x km                |                     |                             |                                                                     |                                               |
|                     | Saint-Dyé-sur-Loire | 47° 39′ 22″ N, 1° 29′ 20″ E |                                                                     | le bord de la Loire à Saint-Dyé-sur-Loire     |
| x km                |                     |                             |                                                                     |                                               |
|                     | Maslives            | 47° 37′ 55″ N, 1° 28′ 55″ E |                                                                     |                                               |
| x km                |                     |                             |                                                                     |                                               |
|                     | Chambord            | 47° 36′ 50″ N, 1° 31′ 12″ E | château de Chambord                                                 | Le château de Chambord                        |
| x km                |                     |                             |                                                                     |                                               |
|                     | Huisseau-sur-Cosson | 47° 35′ 35″ N, 1° 27′ 11″ E | Lavoir, pont sur le Cosson                                          |                                               |
| x km                |                     |                             |                                                                     |                                               |
| Chef-lieu de canton | Vineuil             | 47° 34′ 52″ N, 1° 22′ 23″ E |                                                                     |                                               |
| x km                |                     |                             |                                                                     |                                               |
| Préfecture          | Blois               | 47° 35′ 35″ N, 1° 19′ 41″ E | liste des monuments historiques de Blois                            | Blois                                         |
| x km                |                     |                             |                                                                     |                                               |
|                     | Chailles            | 47° 32′ 31″ N, 1° 18′ 40″ E | château de la Pigeonnière                                           | église Saint-Martin de Chailles               |
| x km                |                     |                             |                                                                     |                                               |
|                     | Candé-sur-Beuvron   | 47° 29′ 42″ N, 1° 15′ 40″ E |                                                                     | Candé-sur-Beuvron                             |
| x km                |                     |                             |                                                                     |                                               |
|                     | Chaumont-sur-Loire  | 47° 28′ 52″ N, 1° 11′ 10″ E | domaine, château festival des jardins                               | Le château de Chaumont sur les bords de Loire |
| x km                |                     |                             |                                                                     |                                               |
|                     | Rilly-sur-Loire     | 47° 28′ 01″ N, 1° 08′ 06″ E |                                                                     | L'église de Rilly-sur-Loire                   |
| x km                |                     |                             |                                                                     |                                               |

##### Indre-et-Loire
Environ 100 km de l'itinéraire traversent le département.
|             | Commune                  | Coordonnées                 | Patrimoine |  |
| Rive gauche |                          |                             | |  |
|             | Mosnes                   | 47° 27′ 22″ N, 1° 06′ 07″ E | |  |
| x km        |                          |                             | |  |
|             | Chargé                   | 47° 25′ 55″ N, 1° 01′ 48″ E | |  |
| x km        |                          |                             | |  |
|             | Amboise                  | 47° 24′ 14″ N, 0° 58′ 48″ E | Château royal d'Amboise, Château du Clos Lucé - Parc Leonardo da Vinci, pagode de Chanteloup.                                                                               |  |
| x km        |                          |                             | |  |
|             | Lussault-sur-Loire       | 47° 23′ 53″ N, 0° 55′ 08″ E | |  |
| x km        |                          |                             | |  |
|             | Montlouis-sur-Loire      | 47° 23′ 20″ N, 0° 49′ 41″ E | Château de la Bourdaisière (conservatoire de la tomate) |  |
| x km        |                          |                             | |  |
|             | La Ville-aux-Dames       | 47° 23′ 49″ N, 0° 45′ 54″ E | |  |
| x km        |                          |                             | |  |
|             | Saint-Pierre-des-Corps   | 47° 23′ 28″ N, 0° 43′ 44″ E | |  |
| x km        |                          |                             | |  |
|             | Tours                    | 47° 23′ 38″ N, 0° 41′ 20″ E | Cathédrale Saint-Gatien de Tours, basilique Saint-Martin, place Plumereau (maisons à colombages), musée des Beaux-Arts, jardin botanique, passerelle Saint-Symphorien, etc. |  |
| x km        |                          |                             | |  |
|             | Savonnières              | 47° 20′ 56″ N, 0° 32′ 56″ E | Grottes de Savonnières |  |
| x km        |                          |                             | |  |
|             | Villandry                | 47° 20′ 24″ N, 0° 30′ 43″ E | Jardins du château de Villandry |  |
| x km        |                          |                             | |  |
|             | La Chapelle-aux-Naux     | 47° 19′ 08″ N, 0° 25′ 41″ E | |  |
| x km        |                          |                             | |  |
|             | Bréhémont                | 47° 17′ 46″ N, 0° 21′ 22″ E | |  |
| x km        |                          |                             | |  |
|             | Rigny-Ussé               | 47° 15′ 11″ N, 0° 18′ 00″ E | Château d'Ussé |  |
| x km        |                          |                             | |  |
|             | Huismes                  | 47° 13′ 59″ N, 0° 15′ 11″ E | |  |
| x km        |                          |                             | |  |
|             | Avoine                   | 47° 12′ 22″ N, 0° 11′ 02″ E | |  |
| x km        |                          |                             | |  |
|             | Savigny-en-Véron         | 47° 12′ 07″ N, 0° 08′ 46″ E | |  |
| x km        |                          |                             | |  |
|             | Saint-Germain-sur-Vienne | 47° 10′ 55″ N, 0° 07′ 19″ E | |  |
| x km        |                          |                             | |  |
|             | Candes-Saint-Martin      | 47° 12′ 43″ N, 0° 04′ 26″ E | Collégiale Saint-Martin |  |
| x km        |                          |                             | |  |

#### Pays de Loire

##### Maine-et-Loire
Plus de 110 km de l'itinéraire traversent le département.
|             | Commune                   | Coordonnées                 | Patrimoine                                     |  |
| Rive gauche |                           |                             |                                                |  |
|             | Fontevraud-l'Abbaye       | 47° 10′ 59″ N, 0° 03′ 04″ E | Abbaye de Fontevraud                           |  |
| x km        |                           |                             |                                                |  |
|             | Montsoreau                | 47° 13′ 01″ N, 0° 03′ 29″ E | Château de Montsoreau-Musée d'art contemporain |  |
| x km        |                           |                             |                                                |  |
|             | Turquant                  | 47° 13′ 26″ N, 0° 01′ 44″ E |                                                |  |
| x km        |                           |                             |                                                |  |
|             | Parnay                    | 47° 13′ 37″ N, 0° 00′ 58″ E |                                                |  |
| x km        |                           |                             |                                                |  |
|             | Souzay-Champigny          | 47° 14′ 13″ N, 0° 00′ 29″ O |                                                |  |
| x km        |                           |                             |                                                |  |
|             | Saumur                    | 47° 15′ 36″ N, 0° 04′ 37″ O | Château de Saumur                              |  |
| x km        |                           |                             |                                                |  |
|             | Chênehutte-Trèves-Cunault | 47° 18′ 36″ N, 0° 09′ 22″ O |                                                |  |
| x km        |                           |                             |                                                |  |
|             | Gennes                    | 47° 20′ 31″ N, 0° 13′ 55″ O |                                                |  |
| x km        |                           |                             |                                                |  |
|             | Le Thoureil               | 47° 22′ 19″ N, 0° 15′ 54″ O |                                                |  |
| x km        |                           |                             |                                                |  |
|             | Saint-Rémy-la-Varenne     | 47° 23′ 53″ N, 0° 18′ 50″ O |                                                |  |
| x km        |                           |                             |                                                |  |
|             | Saint-Mathurin-sur-Loire  | 47° 24′ 50″ N, 0° 19′ 05″ O |                                                |  |
| x km        |                           |                             |                                                |  |
|             | La Bohalle                | 47° 25′ 26″ N, 0° 23′ 10″ O |                                                |  |
| x km        |                           |                             |                                                |  |
|             | La Daguenière             | 47° 25′ 12″ N, 0° 26′ 06″ O |                                                |  |
| x km        |                           |                             |                                                |  |
|             | Les Ponts-de-Cé           | 47° 25′ 30″ N, 0° 31′ 26″ O |                                                |  |
| x km        |                           |                             |                                                |  |
|             | Angers                    | 47° 28′ 26″ N, 0° 33′ 14″ O | Château d'Angers                               |  |
| x km        |                           |                             |                                                |  |
|             | Bouchemaine               | 47° 25′ 23″ N, 0° 36′ 29″ O |                                                |  |
| x km        |                           |                             |                                                |  |
|             | Savennières               | 47° 23′ 02″ N, 0° 39′ 22″ O |                                                |  |
| x km        |                           |                             |                                                |  |
|             | Béhuard                   | 47° 22′ 48″ N, 0° 38′ 35″ O |                                                |  |
| x km        |                           |                             |                                                |  |
|             | La Possonnière            | 47° 22′ 34″ N, 0° 41′ 06″ O |                                                |  |
| x km        |                           |                             |                                                |  |
|             | Chalonnes-sur-Loire       | 47° 21′ 04″ N, 0° 45′ 47″ O |                                                |  |
| x km        |                           |                             |                                                |  |
|             | Montjean-sur-Loire        | 47° 23′ 20″ N, 0° 51′ 36″ O | pont                                           |  |
| x km        |                           |                             |                                                |  |
|             | Le Mesnil-en-Vallée       | 47° 22′ 01″ N, 0° 56′ 02″ O | pont d'Ingrandes-sur-Loire                     |  |
| x km        |                           |                             |                                                |  |
|             | Saint-Florent-le-Vieil    | 47° 21′ 43″ N, 1° 00′ 54″ O | pont                                           |  |
| x km        |                           |                             |                                                |  |
|             | Le Marillais              | 47° 21′ 32″ N, 1° 04′ 20″ O |                                                |  |
| x km        |                           |                             |                                                |  |
| x km        |                           |                             |                                                |  |
|             | Bouzillé                  | 47° 20′ 17″ N, 1° 06′ 32″ O |                                                |  |
| x km        |                           |                             |                                                |  |
|             | Liré                      | 47° 20′ 38″ N, 1° 09′ 47″ O |                                                |  |
| x km        |                           |                             |                                                |  |

##### Loire-Atlantique
Plus de 110 km de l'itinéraire traversent le département.
|                   | Commune               | Coordonnées                 | Patrimoine            |  |
| Rive gauche       |                       |                             |                       |  |
| gare              | Ancenis               | 47° 22′ 23″ N, 1° 10′ 55″ O | pont suspendu         |  |
| x km              |                       |                             |                       |  |
| Rive droite       |                       |                             |                       |  |
|                   | Saint-Géréon          | 47° 22′ 12″ N, 1° 11′ 49″ O |                       |  |
| x km              |                       |                             |                       |  |
|                   | Oudon                 | 47° 20′ 49″ N, 1° 17′ 10″ O |                       |  |
| x km              |                       |                             |                       |  |
|                   | Mauves-sur-Loire      | 47° 17′ 49″ N, 1° 23′ 31″ O |                       |  |
| x km              |                       |                             |                       |  |
|                   | Thouaré-sur-Loire     | 47° 16′ 05″ N, 1° 26′ 20″ O |                       |  |
| x km              |                       |                             |                       |  |
|                   | Sainte-Luce-sur-Loire | 47° 15′ 00″ N, 1° 29′ 10″ O |                       |  |
| x km              |                       |                             |                       |  |
| Gare ferroviaire. | Nantes                | 47° 13′ 05″ N, 1° 33′ 11″ O |                       |  |
| x km              |                       |                             |                       |  |
|                   | Indre                 | 47° 11′ 56″ N, 1° 40′ 12″ O |                       |  |
| x km              |                       |                             |                       |  |
|                   | Couëron               | 47° 12′ 58″ N, 1° 43′ 23″ O | bac                   |  |
| x km              |                       |                             |                       |  |
| Rive gauche       |                       |                             |                       |  |
|                   | Le Pellerin           | 47° 12′ 00″ N, 1° 45′ 18″ O | bac                   |  |
| x km              |                       |                             |                       |  |
|                   | Frossay               | 47° 14′ 42″ N, 1° 55′ 59″ O |                       |  |
| x km              |                       |                             |                       |  |
|                   | Paimbœuf              | 47° 17′ 13″ N, 2° 01′ 48″ O |                       |  |
| x km              |                       |                             |                       |  |
|                   | Corsept               | 47° 16′ 41″ N, 2° 03′ 29″ O |                       |  |
| x km              |                       |                             |                       |  |
|                   | Saint-Brevin-les-Pins | 47° 14′ 56″ N, 2° 09′ 58″ O | pont de Saint-Nazaire |  |
| x km              |                       |                             |                       |  |
|                   | océan Atlantique      | 47° 16′ 39″ N, 2° 09′ 54″ O |                       |  |

### Étapes
| Les étapes, de l’amont vers l’aval de la Loire | Les étapes, de l’amont vers l’aval de la Loire                        | Les étapes, de l’amont vers l’aval de la Loire | Les étapes, de l’amont vers l’aval de la Loire | Les étapes, de l’amont vers l’aval de la Loire | Les étapes, de l’amont vers l’aval de la Loire                                                                          | Les étapes, de l’amont vers l’aval de la Loire |
| ---------------------------------------------- | --------------------------------------------------------------------- | ---------------------------------------------- | ---------------------------------------------- | ---------------------------------------------- | --- | ---------------------------------------------- |
| no                                             | Étapes                                                                | km                                             | Départements                                   | Rives                                          | Ponts | Gares                                          |
| Centre-Val de Loire                            |                                                                       |                                                |                                                |                                                | |                                                |
| 1                                              | Cuffy - La Chapelle-Montlinard                                        | en projet                                      | Cher                                           | gauche                                         | |                                                |
| 2                                              | La Chapelle-Montlinard - Sancerre                                     | 30                                             | Cher                                           | gauche                                         | Couargues (Les Vallées), Saint-Thibault-sur-Loire                                                                       | La Charité                                     |
| 3                                              | Sancerre - Bannay                                                     | 9                                              | Cher                                           | gauche                                         | Saint-Thibault-sur-Loire, viaduc de Port-Aubry                                                                          |                                                |
| 4                                              | Bannay - Beaulieu-sur-Loire                                           | 25                                             | Cher, Loiret                                   | gauche                                         | Boulleret (Les Fouchards), Belleville-sur-Loire ; Beaulieu-sur-Loire                                                    | Cosne-sur-Loire                                |
| 5                                              | Bonny-sur-Loire - Briare                                              | 13                                             | Loiret                                         | droite                                         | Bonny-sur-Loire, Châtillon-sur-Loire, Briare                                                                            |                                                |
| 6                                              | Saint-Firmin-sur-Loire - Sully-sur-Loire                              | 40 (en projet)                                 | Loiret                                         | gauche                                         | Briare, vieux et nouveau ponts de Gien, Viaduc de Sully-sur-Loire                                                       | Gien                                           |
| 7                                              | Saint-Père-sur-Loire - Châteauneuf-sur-Loire                          | 18 (en projet)                                 | Loiret                                         | droite                                         | Sully-sur-Loire, Châteauneuf-sur-Loire                                                                                  |                                                |
| 8                                              | Sigloy - Sandillon                                                    | 20                                             | Loiret                                         | gauche                                         | Châteauneuf-sur-Loire, Jargeau                                                                                          |                                                |
| 9                                              | Sandillon - Orléans - Saint-Hilaire-Saint-Mesmin                      | 24                                             | Loiret                                         | gauche et droite                               | à Orléans : René-Thinat, George-V, Maréchal-Joffre, de l'Europe                                                         | Orléans                                        |
| 10                                             | Saint-Hilaire-Saint-Mesmin - Beaugency                                | 19                                             | Loiret                                         | gauche puis droite                             | Meung-sur-Loire, Beaugency                                                                                              | Meung-sur-Loire, Beaugency,                    |
| 11                                             | Beaugency - Saint-Dyé-sur-Loire                                       | 20                                             | Loiret, Loir-et-Cher                           | droite puis gauche                             | Beaugency, Muides-sur-Loire                                                                                             | Beaugency, Mer                                 |
| 12                                             | Saint-Dyé-sur-Loire - Blois - Candé-sur-Beuvron                       | 38                                             | Loir-et-Cher                                   | gauche                                         | Blois : François-Mitterrand, Jacques-Gabriel, Charles-de-Gaulle                                                         | Blois                                          |
| 13                                             | Candé-sur-Beuvron - Amboise                                           | 27                                             | Loir-et-Cher, Indre-et-Loire                   | gauche                                         | Chaumont-sur-Loire, Amboise : Michel Debré, du Général-Leclerc                                                          | Onzain, Amboise                                |
| 14                                             | Amboise - Tours                                                       | 25                                             | Indre-et-Loire                                 | gauche                                         | Amboise : Michel Debré, du Général-Leclerc (Amboise), Tours : Mirabeau, passerelle Saint-Symphorien, Mirabeau, Napoléon | Tours                                          |
| 15                                             | Tours - Villandry                                                     | 21                                             | Indre-et-Loire                                 | gauche                                         | Tours : Mirabeau, passerelle Saint-Symphorien, Mirabeau, Napoléon                                                       | Tours                                          |
| 16                                             | Villandry - Rigny-Ussé                                                | 20                                             | Indre-et-Loire                                 | gauche                                         | Langeais |                                                |
| 17                                             | Rigny-Ussé - Candes-Saint-Martin                                      | 27                                             | Indre-et-Loire                                 | gauche                                         | Chouzé-sur-Loire |                                                |
| Région Pays de la Loire                        |                                                                       |                                                |                                                |                                                | |                                                |
| 18                                             | Montsoreau - Fontevraud-l'Abbaye - Saumur - Chênehutte-Trèves-Cunault | 24                                             | Maine-et-Loire                                 | gauche                                         | Montsoreau : de Montsoreau, Saumur : du Cadre Noir, des Cadets                                                          | Saumur                                         |
| 19                                             | Chênehutte-Trèves-Cunault - Saint-Rémy-la-Varenne                     | 18                                             | Maine-et-Loire                                 | gauche                                         | Gennes, Saint-Rémy-la-Varenne                                                                                           |                                                |
| 20                                             | Saint-Mathurin-sur-Loire - Angers - Bouchemaine                       | 33                                             | Maine-et-Loire                                 | droite                                         | Saint-Mathurin-sur-Loire, Les Ponts-de-Cé                                                                               | Angers-Saint-Laud                              |
| 21                                             | Bouchemaine - Montjean-sur-Loire                                      | 27                                             | Maine-et-Loire                                 | droite puis gauche                             | Savennières, Saint-Georges-sur-Loire, île de Chalonnes, Montjean-sur-Loire                                              |                                                |